# Who put Bella in the Wych Elm?

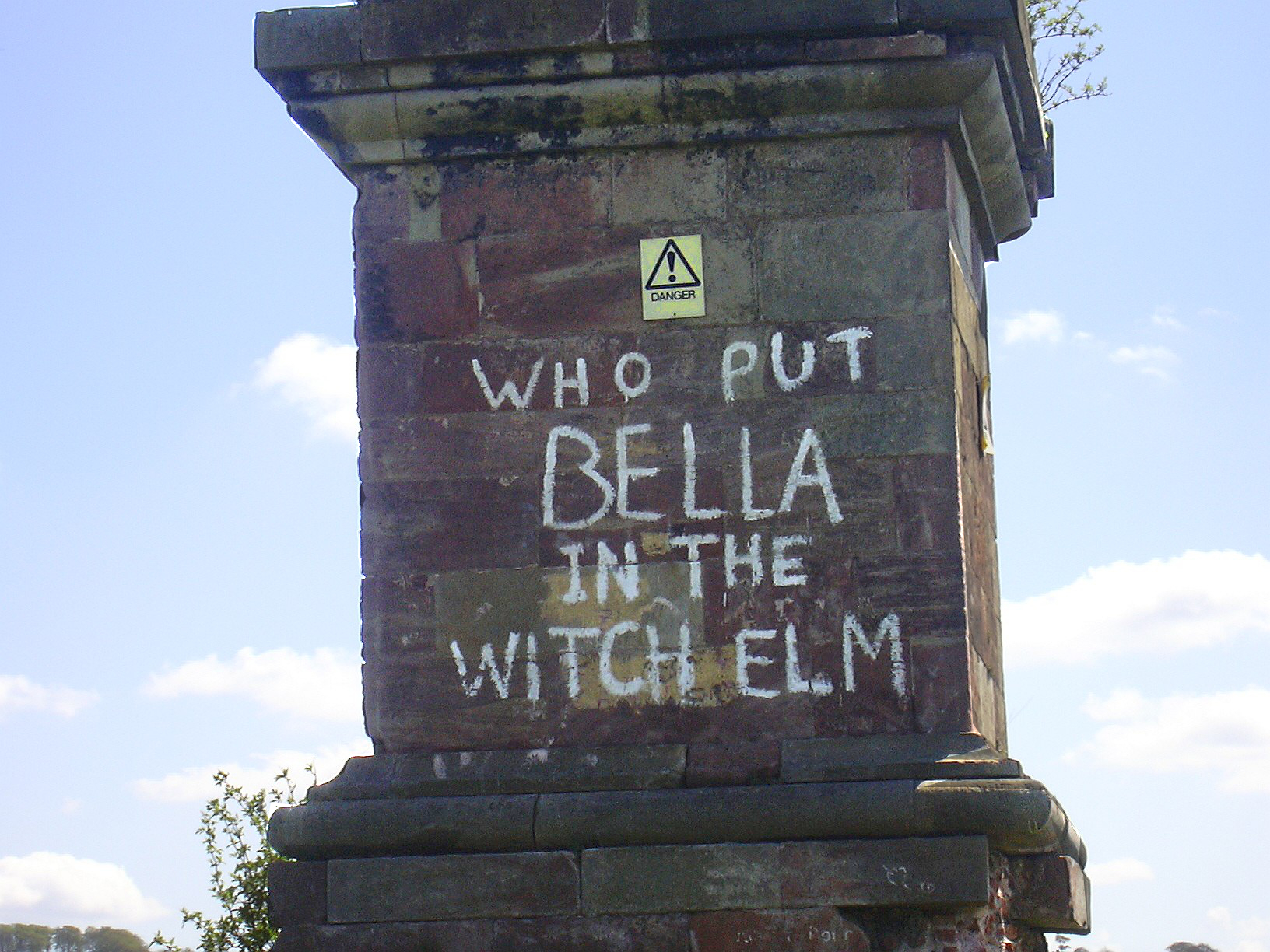
Graffiti sur l'obélisque de Wychbury, daté de 2006.

Who put Bella in the Wych Elm? (Qui a mis Bella dans l'orme ?) est un graffiti apparu en 1944 à la suite de la découverte en 1943 par quatre enfants des restes du squelette d'une femme à l'intérieur d'un orme dans le bois de Hagley (situé dans le domaine de Hagley Hall), dans le Worcestershire, en Angleterre.
La victime — dont le meurtre est présumé avoir eu lieu en 1941 — reste non identifiée. L'emplacement actuel de son squelette et du rapport d'autopsie établis à l'époque de la découverte du corps sont inconnus.

## Déroulement de l'affaire

### Découverte
Le 18 avril 1943, quatre adolescents (Robert Hart, Thomas Willetts, Bob Farmer et Fred Payne) braconnaient (ou cherchaient des nids d'oiseaux, cela diffère selon les sources) dans le bois de Hagley, une partie du domaine de Hagley appartenant à Lord Cobham, près de Wychbury Hill, quand ils ont découvert un grand orme . Pensant que l'emplacement était un endroit particulièrement intéressant pour trouver des nids d'oiseaux, Farmer tenta de grimper dans l'arbre pour enquêter. En montant, il jeta un coup d'œil dans le tronc creux et découvrit un crâne. Au début, il crut que c'était celui d'un animal, mais après avoir vu des cheveux et des dents, il se rendit compte qu'il avait trouvé un crâne humain. Comme ils étaient illégalement entrés sur place, Farmer remit le crâne dans l'orme, et les quatre garçons rentrèrent chez eux sans mentionner leur découverte à personne. Cependant, à son retour à la maison, le plus jeune des garçons, Willetts, se sentit inquiet de ce dont il avait été témoin, et décida de rapporter la découverte à ses parents.

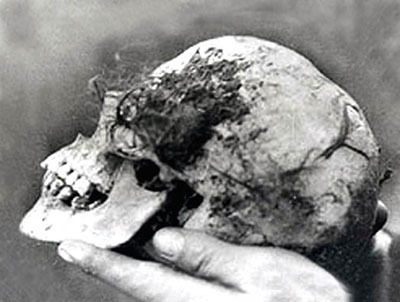
Le crâne de « Bella», tel que récupéré le 18 avril 1943

### Circonstances de la mort et première enquête
Lorsque la police vérifia le tronc de l'arbre, ils trouvèrent un squelette presque complet, avec une chaussure, une alliance en or et quelques fragments de vêtements. Le crâne était une preuve précieuse, car il avait encore quelques touffes de cheveux et un motif dentaire clair, malgré quelques dents manquantes. Après une enquête plus approfondie, les restes d'une main furent retrouvés à une certaine distance de l'arbre.
Le corps fut envoyé pour examen médico-légal par le Prof. James Webster. Ce dernier établit rapidement qu'il s'agissait d'une femme décédée depuis au moins 18 mois, plaçant l'heure du décès en octobre 1941 ou avant ; Webster découvrit également une section de taffetas dans sa bouche, suggérant qu'elle était morte par étouffement. De la mesure du tronc dans lequel le corps avait été découvert, il déduisit également qu'il devait y avoir été placé peu de temps après le meurtre, car il n'aurait pas pu y être installé une fois que la rigor mortis aurait touché le cadavre.
La police pouvait dire, à partir d'objets trouvés avec le corps, à quoi ressemblait la femme, mais étant donné le nombre de personnes portées disparues pendant la Seconde Guerre mondiale, la quantité d'archives était bien trop vaste pour procéder efficacement à une identification[réf. nécessaire]. Ils croisèrent les détails qu'ils avaient avec les rapports de personnes disparues dans toute la région, mais aucun d'eux ne semblait correspondre aux preuves rassemblées. En outre, ils contactèrent des dentistes de tout le pays, s'intéressant à la dentition relativement bien conservée.

### Graffitis
En 1944, un graffiti, lié au mystère, est apparu sur un mur dans Upper Dean Street, à Birmingham, disant « Who put Bella in the Wych Elm - Hagley Wood » (en français : « Qui a mis Bella dans l'orme du bois de Hagley »), amenant les enquêteurs à envisager plusieurs nouvelles pistes pour retrouver l'identité de la victime. D'autres messages de la même main apparurent également ailleurs. Depuis au moins les années 1970, des graffitis similaires apparurent sporadiquement sur l'obélisque de Hagley, près de l'endroit où le corps de la femme avait été découvert. Du fait de l'homophonie anglaise entre Wych (orme) et Witch (sorcière), le graffiti se transforma en « Who put Bella in the Witch Elm ? » (en français : « Qui a mis Bella dans l'orme de la sorcière ? »),.
Un épisode de l'émission télévisée Nazi Murder Mysteries décrit une reconstruction faciale médicolégale entreprise par le « Face Lab » de l'Université John Moores de Liverpool, à partir de photographies du crâne. Il a été commandé par Andrew Sparke, pour ses livres sur cette affaire. 

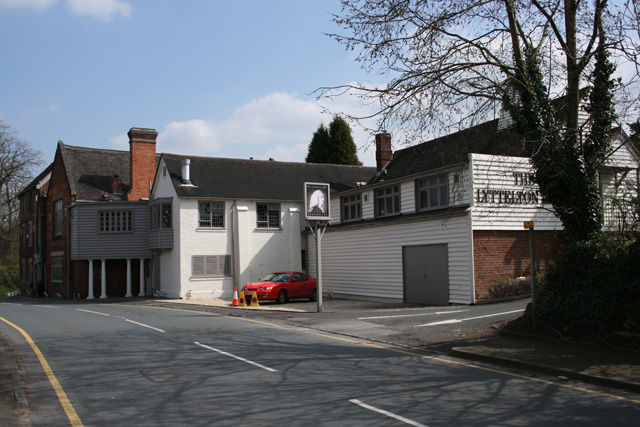
The Lyttelton Arms, Hagley

### Hypothèses quant à l'identité de la victime et le motif du crime
Dans une émission de Radio 4 diffusée pour la première fois en août 2014, Steve Punt a suggéré deux noms de victimes envisageables selon lui. Une potentielle victime a été signalée à la police en 1944 par une prostituée de Birmingham. Dans le rapport, elle a déclaré qu'une autre travailleuse du sexe, appelée Bella, qui travaillait sur Hagley Road, avait disparu environ trois ans auparavant. Le nom « Bella » (ou « Luebella ») suggérait que le graffeur était probablement conscient de l'identité de la victime.
Une deuxième possibilité provient d'une déclaration faite à la police en 1953 par Una Mossop, dans laquelle elle a déclaré que son ex-mari, Jack Mossop, avait avoué aux membres de la famille que lui et un Néerlandais appelé van Ralt avaient mis la femme dans l'arbre. Mossop et van Ralt se sont rencontrés pour boire un verre au Lyttelton Arms, un pub du village. Plus tard dans la nuit, Mossop a déclaré que la femme, ivre, s'était évanouie pendant qu'ils conduisaient. Les deux hommes l'auraient mise dans un arbre creux dans les bois, dans l'espoir qu'en se réveillant le lendemain matin, elle serait effrayée, dans l'objectif, selon le témoignage, de punir ses mauvaises mœurs. Jack Mossop fut par la suite interné dans un hôpital psychiatrique de Stafford, car il aurait eu des rêves récurrents d'une femme le regardant depuis un arbre. Il serait mort à l'hôpital avant que le corps de l'orme ne soit retrouvé. Cette hypothèse est largement considérée comme non fiable, car Una Mossop n'a fourni cette information que plus de 10 ans après la mort de Jack Mossop. 
Une autre théorie sans fondement provient d'un dossier déclassifié du MI5 concernant Josef Jakobs, le dernier homme à avoir été mis à mort à la Tour de Londres, le 15 août 1941. Agent de l'Abwehr, il avait été parachuté dans le Cambridgeshire en 1941 mais s'était cassé la cheville lors de l'atterrissage et avait été rapidement arrêté par le Home Guard. Sur sa personne avait été trouvée une photo de sa prétendue amante, une chanteuse et actrice de cabaret allemande nommée Clara Bauerle. Jakobs avait déclaré qu'elle suivait une formation d'espion et que, s'il avait pris contact, elle aurait pu être envoyée en Angleterre après lui. Cependant, il n'y a aucune preuve prouvant que Clara Bauerle ait été parachutée en Angleterre, et plusieurs témoins décrivent que Clara Bauerle mesurait environ 1,80 mètre, tandis que Bella faisait 1,50 mètre. En septembre 2016, il a été déterminé que Clara Bauerle était décédée à Berlin le 16 décembre 1942.
En 1945, Margaret Murray, anthropologue et archéologue de l'University College London, proposa une autre théorie : la sorcellerie. La main coupée retrouvée à proximité de l'arbre correspondrait à la réalisation d'un rituel appelé main de gloire, consistant à couper la main d'un pendu. Le rituel aurait été effectué après le meurtre de Bella par des Tsiganes, selon une rumeur de l'époque accusant cette communauté d'avoir commis le crime. Cette théorie est largement critiquée, du fait qu'elle reprend à son compte les rumeurs persistantes qui agitaient l'Angleterre à cette époque, consistant à accuser les communautés tsiganes locales de tous les crimes commis localement. Il n'y a par ailleurs aucune preuve tangible allant dans ce sens. Enfin, les méthodes non scientifiques de Margaret Murray sont largement critiquées par les historiens et spécialistes des domaines qu'elle aborde (et en particulier la sorcellerie). Cette théorie a tout de même été reprise dans la presse locale, et a conduit les enquêteurs à s'intéresser à un autre meurtre apparemment rituel d'un homme, Charles Walton, commis à Lower Quinton, non loin du lieu où le corps de Bella a été découvert, en 1945.
En 1953, une autre théorie a fait surface, à savoir que la victime était une Néerlandaise du nom de Clarabella Dronkers, tuée par un réseau d'espionnage allemand composé d'un officier britannique, d'un Néerlandais et d'un artiste de music-hall, parce qu'elle "en savait trop". Les archives et les preuves disponibles n'ont pas pu étayer cette histoire.